# Огнян Герджиков
Огнян Стефанов Герджиков е български юрист и политик, председател на XXXIX народно събрание (2001 – 2005). Професор в Софийския университет „Св. Климент Охридски“. От 27 януари 2017 г. до 4 май 2017 г. е служебен министър-председател на България.

## Биография
Роден е на 19 март 1946 г. в София. Завършва в Юридическия факултет на Софийския университет „Св. Климент Охридски“ през 1971 година. Защитава дисертация за кандидат на юридическите науки през 1979 година. Специализира във Виенския университет през 1983 година, както и в Института по чуждестранно и международно частно право „Макс Планк“ в Хамбург, Германия. От 1979 година Герджиков е старши асистент при проф. Витали Таджер, от 1989 година е доцент, а от 1995 година – професор по гражданско и търговско право в Софийския университет „Св. Климент Охридски“. В периода 1991 – 1993 година е заместник-декан на Юридическия факултет. Автор на монографии и десетки статии в областта на търговското право. През 1993 – 1994 г. е заместник-ректор на Софийския университет.
Изнася лекции и доклади в Ягелонския университет в Краков, Европа Институт в Саарбрюкен, Женевския университет, института „Макс Планк“ и Търговската палата в Хамбург.
На 5 юли 2001 г. е избран за председател на XXXIX народно събрание. На 4 февруари 2005 г. със 119 депутати гласували „за“, 114 „против“ и 1 „въздържал се“ Огнян Герджиков е отстранен предсрочно от поста Председател на Народното събрание. Причината, която изтъкват за уволнението, е „системно превишаване на правата и неизпълнение на задълженията му в рамките на неговата компетентност“.
Избиран е два пъти за народен представител от листата на НДСВ. Председател на Парламентарната комисия по правата на човека и вероизповеданията в XL народно събрание.
Научните му интереси са в областта на гражданското, търговското и дружествено право и арбитража. Владее немски и руски език.

## Семейство
Съпруга на Огнян Герджиков е Светла Герджикова. Двамата сключват граждански брак през 1972 г.

## Отличия и награди
През 2006 г. е удостоен с орден „Стара планина“ „за изключително големите му заслуги към Република България и по повод 60 години от рождението му“.